# 中国光大银行
中国光大银行股份有限公司（英語：China Everbright Bank Co., Ltd，上交所：601818、港交所：6818），简称中国光大银行，成立于1992年8月，是经国务院批复并经中国人民银行批准设立的全国性股份制商业银行，总部设在北京，隶属于光大集团。1997年1月完成股份制改造，成为中国第一家国有控股并有国际金融组织参股的全国性股份制商业银行。2018年，全球权威杂志英国《银行家》（The Banker）杂志公布“2018年全球银行1000强”榜单中以465.5亿美元位居全球一级资本第39位。

## 分支机构
中国光大银行目前在全国30个省、市、自治区的115个主要经济中心城市设有分支机构，分别为：北京、天津、石家庄、太原、沈阳、大连、长春、哈尔滨、上海、无锡、南京、苏州、杭州、宁波、合肥、泉州、福州、厦门、济南、青岛、烟台、郑州、武汉、黄冈、宜昌、襄阳、荆州、长沙、广州、深圳、南宁、海口、重庆、成都、昆明、西安、乌鲁木齐、三亚、柳州、佛山、汕头、珠海、南昌、兰州、贵阳设有分行，除此以外还在其他地方设有支行，如阳泉、台州、绍兴、桂林，拥有营业网点1119个，员工42250人。截止2016年12月31日，中国光大银行资产总额达40200亿人民幣，其中贷款总额17952.78亿人民幣，各项存款达到21208.87亿人民幣，实现净利润301.55亿人民幣，是中国一家有影响力的全国性股份制商业银行。

## 荣誉
中国光大银行曾获得“十佳中资银行”、“年度最具创新银行”等奖项荣誉；招牌业务阳光理财连续被评为“百姓最认可的理财品牌”、“最受欢迎的理财产品”。

## 历史
1992年8月，中国光大集团创立中国光大银行。
1999年3月18日，承接原中国投资银行一般银行部门的网点、资产与债务，资产与网点快速增加。
2007年11月30日，中央汇金投资有限责任公司向中国光大银行注资200亿元人民币等值美元，成为中国光大银行的第一大股东。
2010年8月，中国光大银行在上海上市，發行價為3.1元人民币，募集资金217億。
2012年12月28日香港金融管理局宣布，金融管理專員已根據《銀行業條例》向光大銀行授予香港銀行牌照，並於12月28日生效。
光大銀行第一家境外分行2013年2月27日在香港正式開業。
2013年底，美国联邦当局披露光大集团的董事长唐双宁的儿子唐小宁在2011年被摩根大通聘用。摩根大通通过这一“子女项目”来促进与光大银行的业务往来。在唐小宁任职于摩根大通期间，他的父亲与摩根大通之间的业务一直增加。
2013年12月13日，中國光大銀行股份公布，全球發售的發售價定為每股發售股份3.98元（不包括1%經紀佣金、0.003%證監會交易徵費及0.005%香港聯交所交易費）。全球發售H股總數定為50.8億股，集資202.18億港元，本次發行H股預期於2013年12月20日開始在香港聯交所主板上市交易。中國光大銀行是次上市引入了19名基石投資者，希望能在2010年及2011年推遲上市後成功上市。
2017年5月2日中国光大银行以每股4.72人民幣（5.328港元），非公開發行的65.69億H股，佔擴大後總股本12.34%，集資310億人民幣（約350億港元），中國光大集團及華僑城集團，將分別認購不超過23.31億及42.38億股。交易完成後，光大集團直接持有普通股股份比例由25.15%增至26.42%，華僑城則持股7.96%， 第二大股東—中央匯金公司持股下降19.25%,
2020年4月29日財政部同意光大集團向中央匯金公司增發股份，匯金公司將其持有的光大銀行102.51億股A股股份轉讓給光大集團，佔總股本的19.53%。股權變更完成後，匯金公司將不再直接持有光大銀行股份，光大集團將直接持有光大銀行44.96%的股份。
2023年3月22日，中國光大銀行澳門分行正式開業並舉行開業儀式，並與中華（澳門）金融資產交易股份有限公司（MOX）簽署戰略合作框架協定。